# Charles Oliver
Charles Oliver foi um ator britânico da era do cinema mudo.

## Filmografia selecionada
- Second Bureau (1936)
- Wings Over Africa (1936)
- Midnight at Madame Tussaud's (1936)
- Beloved Imposter (1936)
- Fifty-Shilling Boxer (1937)
- Under Your Hat (1940)
- Band Waggon (1940)
- Inspector Hornleigh Goes to It (1941)
- Crook's Tour (1941)